# RK Sisak
Ragbi klub Sisak je ragbijski klub iz Siska.
Klupsko sjedište je na Trgu Hrvatske Državnosti 1, u Sisku. 
Klub je osnovan 1970. godine pod imenom Student.

## Povijest
Prva ragbi utakmica u Sisku odigrana je svibnja 1957. god. između RK Mladost i Selekcije igraća Beograd – Zagreb 43:31.
Inicijativom studenata Tehnološkog fakulteta u Sisku, 15. veljače 1970. god. osnovan je RK”Student”, a prvi nastup Kluba bio je na II omladinskom prvenstvu Jugoslavije 23. i 24. svibnja 1970.god.
Studenti su na prvenstvu izgubili od “Nade”, “Lokomotive” i “Pančeva”, te ostvarili i prvu pobjedu pobijedivši “Ljubljanu” s 12:3.
Klub 10. studenoga 1972. osvaja svoj prvi trofej, KUP omladinskog prvenstva. To je početak jedne izuzetne generacije ragbijaša koja je stasala u Sisku i koja će u narednim godinama osvajati mnoge trofeje i titule.
U omladinskoj kategoriji (juniori) RK “Student” osvajači su prvenstva - 1975., 1976., 1977., 1978. i 1979. god., a kupa 1976., 1977. i 1978. god.
Od 1975. do 1978. god. “Studenti “ su odigrali 38 utakmica i sve riješili u svoju korist s razlikom dati i postignutih skoreva 1384 : 175.  Prvi poraz imali su 10. ožujka 1979. od RK “Mladost” rezultatom 11:6.
Ovaj period je najplodnije razdoblje u povijesti Kluba,  kada je osvojeno najviše priznanja i nagrada, a ragbijaški šport popeo se u sam vrh vodećih sisačkih sportova.
Od 1979. god. do 1991. god Klub mijenja ime u “Metalac”, a kasnije u “Sisak”. U istom periodu dobar dio zlatne generacije juniora napušta Klub i zbog škole ili posla odlazi u druge klubove u zemlji i inozemstvu. Klub je kontinuirano radio s mlađim uzrastima tako da odliv velikog broja igraća u jednom naletu nije bitno ostavio tragova na radu u Klubu.  Pad u kvaliteti igre najviše je došao do izražaja, ali broj igraća osobito mladih bio je u stalnom porastu.
U vremenu od 1979. do 1991. god. Klub je bio u samom vrhu kadetskog, juniorskog natjecanja, a u seniorskom natjecanju nastupao je dugi niz godina u “A” ligi tadašnje države.
Od 1991. god i početka Domovinskog rata veliki broj članova Kluba aktivno sudjeluje u obrani zemlje i sve aktivnosti Kluba su zamrznute do 1992. god. Klub nije mogao okupiti seniorsku momčad, pa je nastupao i natjecao se uglavnom s mlađim uzrastima. Naš juniorski pogon do 1996. god. u samom je vrhu i više puta osvaja drugu poziciju u prvenstvu.
U kombinaciji juniora i s nekoliko seniora uspješno sudjelujemo u natjecanju seniorskog prvenstva i uključujemo se u međunarodno natjecanje "Alpsku ligu” (HRV, SLOV-AUT) gdje smo osvojili drugu poziciju.
Do 2000. god. Klub nastupa u Hrvatskoj i hrvatsko-Slovenskoj ligi i svim aktivnostima HRS-a., ali zbog ne riješenog pitanja vlastitog igrališta i pomanjkanja financijskih sredstava Klub prestaje s radom od rujna 2000. god.  do veljače 2001. god.
Od uspostave novog vodstva od 2001. god. do danas, klub je konsolidiran, i ostvarene su sve pretpostavke za normalan rad.
U sezoni 2008/09., "Sisak" igraju u 2. hrvatskoj ligi, zajedno s drugim sastavom splitske "Nade", "Vilanima" i "Kninom".

## Klupski uspjesi
U seniorskoj kategoriji nije imao naslova, ali je zato u juniorskim kategorijama bio nekoliko puta državni prvak i osvajač kupa.
- juniorski državni prvaci: 1972., 1975., 1976., 1977., 1978., 1979.
- juniorski osvajači kupa: 1976., 1977., 1978.
- juniorski osvajači prvenstva Hrvatske: 2006./2007.

## Vanjske poveznice
- Službena Stranica Kluba
- Foto Galerija Kluba  Arhivirana inačica izvorne stranice od 15. lipnja 2016. (Wayback Machine)